# Wiborada
Święta Wiborada (ur. w IX wieku w Turgowii, zm. 2 maja 926 w opactwie Sankt Gallen) – święta katolicka, dziewica, rekluza, męczennica.

## Życiorys
Informacje o świętej pochodzą z XI-wiecznego żywota, którego autorstwo przypisuje się Ekkehardowi I z St. Gallen (Sankt Gallen), a przeredagowywanego przez Hartmanna i Hepidana.
Pochodziła z arystokratycznej rodziny. Po odbyciu pielgrzymki do Rzymu wstąpiła do klasztoru benedyktynek przy kościele św. Magnusa w Sankt Gallen. W klasztorze pełniła funkcję wychowawczyni i doradczyni, a od roku 916 pędziła ascetyczny żywot pustelniczy, nie opuszczając swojej celi i poświęcając się modlitwie. Przypisuje się jej dar jasnowidzenia, dzięki któremu, przepowiadając najazd Węgrów, ocaliła przed zniszczeniem bibliotekę opactwa św. Galla (Gawła). Zabita w czasie najazdu Węgrów została uroczyście pochowana 8 maja 926 roku we własnej celi.
Translacji relikwii Wiborady dokonano w 946 roku do kościoła św. Magnusa.
Jest pierwszą kanonizowaną kobietą, a oficjalnego potwierdzenia kultu przez wyniesienie na ołtarze dokonał papież Klemens II w 1047 roku.
W ikonografii przedstawiana jest w benedyktyńskim habicie z książką i halabardą symbolizującą jej męczeńską śmierć.
Jest patronką gospodyń na plebanii, kucharek, miłośników książek i bibliotek. 
Jej wspomnienie obchodzone jest w dies natalis (2 maja).

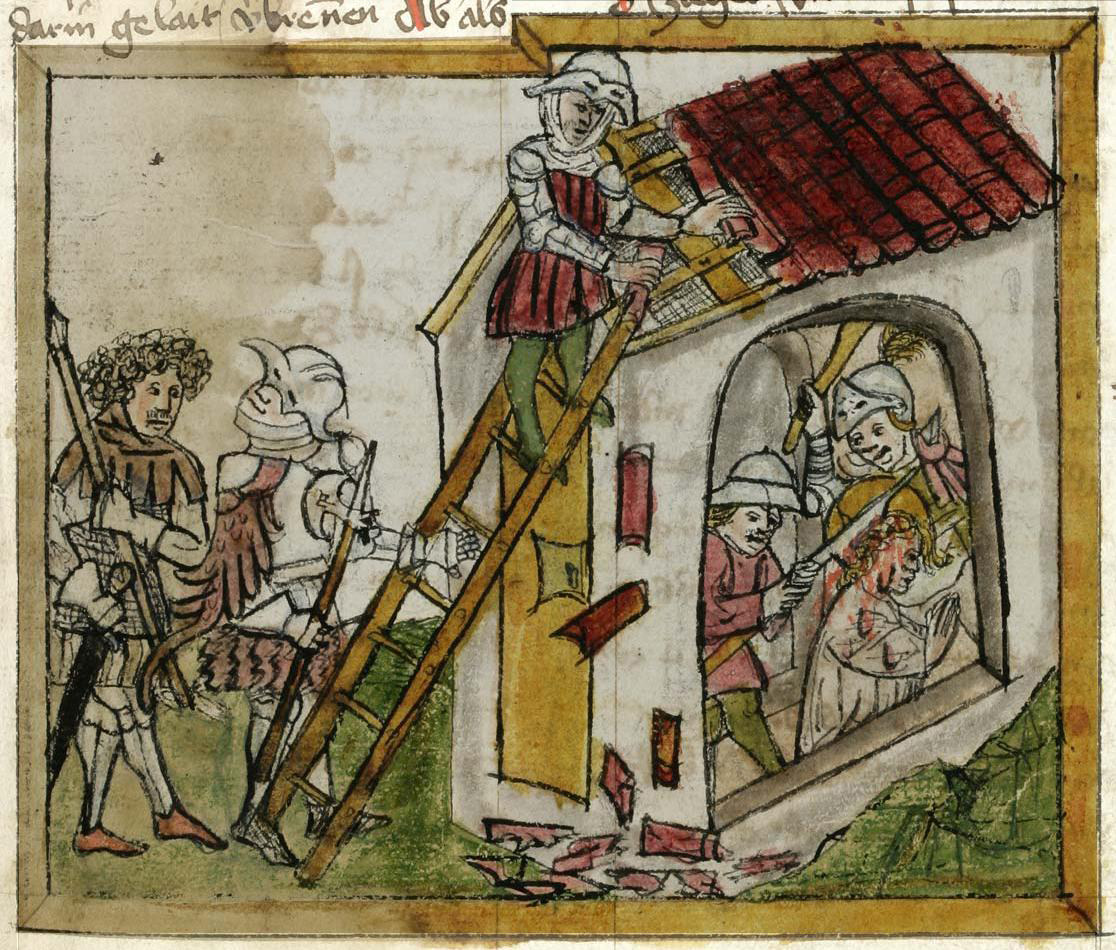
Śmierć św. Wiborady